# Хибард, Рути
Рут «Рути» Сесилия Хибард (англ. Ruth "Ruthy" Cecilia Hebard; род. 28 апреля 1998 года в Чикаго, Иллинойс, США) — американская профессиональная баскетболистка, выступающая в женской национальной баскетбольной ассоциации за команду «Чикаго Скай», которой и была выбрана на драфте ВНБА 2020 года в первом раунде под общим восьмым номером. Играет на позиции тяжёлого форварда.

## Ранние годы
Рути родилась 28 апреля 1998 года в городе Чикаго (штат Иллинойс) в семье Джона и Дороти Хибард, у неё есть два брата, Джейкоб и Айзея, училась в городе Фэрбанкс (штат Аляска) в средней школе Уэст-Вэлли, в которой выступала за местную баскетбольную команду.